# 제1차 리비아 내전
리비아 내전(Libyan civil war, الحرب الأهلية في ليبيا عام)은 2011년 2월 15일부터 발생한 북아프리카의 국가 리비아에서 무아마르 카다피의 지지 세력과 카다피에 반대하는 반카다피 세력 간에 벌어진 무장 충돌이다. 리비아 혁명(Libyan Revolution)으로도 불린다.
이러한 상황은 2011년 2월 15일, 리비아를 42년 동안 통치해 온 강압적인 카다피 정권에 대한 일련의 평화적인 반정부 시위로 시작되었다. 반정부 시위의 물결은 리비아 전역으로 확대되며 봉기 수준으로 격화되었고, 반카다피 세력은 벵가지에 카다피 세력의 축출, 민주적인 선거를 목표로 하는 국가과도위원회를 설립하였다. 국제 연합 안전 보장 이사회는 초기에 카다피와 그의 측근 인사 열 명의 자산을 동결하고 여행을 제한하는 결의를 통과시켰다. 이 결의에는 또한 카다피 정부가 벌인 행각에 대한 국제 형사 재판소의 조사가 언급되었으며, 이후 카다피 체포영장이 발부되었다.
2011년 3월부터 본격적으로 전쟁 상태에 들어갔으며, 그 후 치열한 공방전이 전개되다가, 2011년 8월 반카다피 세력이 수도 트리폴리를 장악하였고, 2011년 10월 카다피의 고향인 시르테를 공격하여 10월 20일에 그를 사살하였다.

## 리비아 내전의 과정

### 반정부 시위 발생
2011년 2월 15일, 투옥된 인권 활동가 변호사의 석방을 요구하는 시위가 리비아 제2의 도시 벵가지에서 발생하였고, 경찰과 친정부 세력과의 충돌로 경찰관을 포함한 38명이 부상하였다. 또한 당시 정부를 지지하는 행진도 리비아 전역에서 열렸다. 벵가지는 원래 리비아 왕정의 중심지 (이전에 복도제를 취했던 시절에는 수도로 정해져 있었으며, 카다피에게 폐위된 이드리스 국왕의 고향이기도 함.) 중 한 곳으로, 카다피에 대한 지지가 상대적으로 낮은 도시였다. 결국 리비아 정부는 상황을 진정시키기 위해 석방 요구에 따라, 다음날 16일에 투옥된 리비아 이슬람 전투 집단 (Libyan Islamic Fighting Group, 약칭 LIFG) 구성원 110명을 석방하였다.
그러나 16일 이후에도 시위는 계속되어 반정부 시위는 수그러들지 않았고, 17일에는 "분노의 날"로 선포되어 여러 도시에서 시위가 발생하였다. 16일과 17일의 반정부 시위에서는 보안군의 탄압으로 24명 이상이 사망하였고, 이런 반정부 시위에 대항하기 위해 17일에 수천명의 친정부 세력이 수도 트리폴리에서 집회를 열었다. 치안 부대에는 리비아군 뿐만 아니라, 외국인 용병까지 투입되었다. 18일에는 벵가지에 군이 배치되었다. 이날 벵가지를 비롯한 5개의 도시에서 수천 명 규모의 시위가 발생하였고, 치안 부대는 이를 실탄으로 진압해 35명이 사망하였다. 총 사망자는 84명에 달했다.
18일에는 벵가지 동쪽에 있는 도시 알베이다를 반정부 시위대가 점령했으며, 친정부 세력의 민병대 2명이 처형되었다. 19일에도 벵가지에서 시위가 발생해, 많은 수감자가 감옥에서 빠져나와 경찰서에 방화하였다. 또한 반정부 시위를 하다가 사망한 피해자의 장례식에 모인 반정부 시위대에게 보안군이 무차별 발포해 사상자가 속출하였고, 시위 참가자는 수만명 규모로 확대되었다. 20일 총 사망자 수가 250명에 달했다.

### 반정부 세력의 확대
반정부 시위가 확대되는 동안, 20일에는 리비아 국영 TV에 카다피의 차남 사이프 알이슬람 무아마르 알카다피가 등장해 연설하였고, 반정부 시위에 대한 군사 및 경찰의 대응은 잘못이 있었다는 것을 인정하고, 정치 개혁을 할 자세를 보여주었다. 한편 일련의 시위에서 사망자가 수백명이 나왔다는 것을 과장이라고 부정하고, 리비아의 내전 발발을 경고하며, 반정부 시위에 대해 엄격한 조치를 취하겠다고 시사하였다. 그러나 이날 벵가지에서는 정부의 국민에 대한 공격에 반발한 군의 일부가 정부에 반기를 들고 시위대에 가담해 벵가지가 해방되었고, 방송국을 습격해 방화하는 장면이 국영 TV에 비추어졌다.
2월 21일에는 마침내 반정부 시위가 수도인 트리폴리까지 확산되어 정부 기관인 인민 홀 (People's Hall), 총인민회의 건물, 경찰서 등이 불길에 휩싸였다. 또 이 날 트리폴리와 근교 도시에서 발생한 반정부 시위에 대해 리비아 정부 당국은 공습을 지시해, 이 공습으로 250명이 사망하였다. 동시에 장갑차, 헬리콥터, 기관총, 수류탄, 중화기, 대포 심지어 전차까지 동원해 시위대에 대한 공격을 시작하고, 사실상 자국민에 대한 무차별 학살이 시작되었다. 유전의 파업도 발생했으며, 조업도 중단되었다.
이러한 리비아 정부 당국의 대규모 탄압으로 정부 내에서도 비판의 목소리가 높아졌고, 리비아 국제 연합 주재 리비아 부대사 이브라힘 다바시는 이러한 정부 당국의 대규모 탄압에 대해 정부에 대한 비판의 목소리를 높이는 것을 시작으로, 리비아 정부가 대량 학살이라는 전쟁 범죄를 저지르고 있다며 강하게 비난하였다. 국제형사재판소에게 조사를 요청하고, 카다피 퇴진을 요구하였다.
각료 중에선 법무장관 무스타파 압둘 잘릴, 내무장관 압둘 파타 유니스가 자리에서 물러났고, 외교관은 다바시 뿐만 아니라 영국, 인도, 인도네시아, 중화인민공화국, 방글라데시, 폴란드, 미국 주재 리비아 대사가 자리에서 물러났다. 덧붙여, 아랍 연맹의 리비아 대표도 시위대를 지지하고 사임하였다.
또한 21일 시작된 시위대에 대한 공습을 지시받은 공군기 가운데 2기가 명령을 무시하고 몰타로 망명하였다. 반정부 시위대가 점령한 벵가지에서는 일부 군인이 정부군에 반기를 들고 싸웠으며, 군 장교 등이 병사들에게 반정부 시위의 참여를 유도하고, 군의 트리폴리로의 행진을 요구하였다.
카다피의 가족 가운데 첫째 딸과 다섯째 아들의 아내 등 일부가 항공기로 해외 망명을 시도했으나, 해당 국가의 공항에서 착륙의 거부가 잇따랐고, 카다피의 사촌 아흐메드 카다피 알담은 이집트로 망명하였다.
이러한 가운데, 2월 21일 영국 외무장관 윌리엄 헤이그가 카다피가 리비아를 떠나 비행기를 이용해 베네수엘라로 향하고 있다는 정보를 언급하였으나, 베네수엘라 정부 관계자는 이를 부정하였다. 22일에는 리비아 국영 TV에 카다피 자신이 트리폴리에 있다고 밝히고, 망명설을 부인하였다. 22일까지 리비아 동부는 거의 반정부 시위대가 장악했다고 판단되었으며, 23인 이탈리아 외무장관 프랑코 프라티니가 리비아 동부는 정부 통치하에 있지 않다고 말하였다.
2월 22일 "자유 리비아의 소리"라고 칭하는 국영 라디오와 다른 방송이, 처음으로 반정부 세력에게 진압되었다고 판단되는 알베이다에서 송출되어, 그 방송이 덴마크에서 수신되었다. 그 중 자유 인민군 (자유인민군으로 칭하는 조직) 이 "리비아 거의 대부분을 진압했다"는 성명을 내보냈고, 덧붙여 수도의 방송국을 확보하기 위해 트리폴리로 향하면 좋겠다는 방송을 아울러 방송하였다. 이 날 국제형사재판소 법조인이 탄압의 사망자가 600명에 달했다고 전한 것으로 알려져 있으며, 트리폴리 의사의 주장에 따르면, 체제 측이 고용한 아프리카계 외국인 용병들이 병원에 침입해 부상자를 살해하고 있다고 하였다.
22일에는 국제연합 안전보장이사회에서 리비아 정세에 관한 긴급 회의가 열렸으며, 국민에 대한 무력 행사를 비난하는 보도 기관의 성명을 채택하였다. 22일 저녁에는 카다피가 국영 TV에 다시 등장해, 연설에서 반정부 운동을 "톈안먼 사건처럼 때려 잡는다"는 강경적 태도를 굽히지 않고, 또 해외 망명 가능성에 대해서도 부정하였다. 카다피의 이러한 발언에 중화인민공화국 정부는 강한 불쾌감을 드러냈다.

### 카다피 정부 세력 포위
먼저 서술된 바와 같이 23일까지 리비아 동부는 반정부 세력에게 장악되었으며, 또한 수도 트리폴리와 카다피의 출신지 시르테 이외에는 정부의 시정권이 영향력이 없게 되었다고 보도되었다. 리비아 제3의 도시 미스라타와 트리폴리 서부 도시 주와라 (Zuwara) 도 반정부 세력에게 장악되었다는 보도도 나왔다. 카다피는 구심력이 저하되어 궁지에 몰렸다는 견해가 강해졌으며, 이를 증거하는 운동으로 카다피를 지지하는 시위에는 수십 명 밖에 모이지 못한 점, 2월 22일의 연설에 실망한 비서관이 총으로 카다피 암살을 도모한 암살 미수 사건이 발생한 점이 있다. 그리고 앞서 해외로 망명하려고 했던 카디피의 딸이 타고 있었던 비행기가 몰타에 상륙 허가를 요청했지만, 거부 당해 결국 리비아로 돌아오는 일도 벌어졌다.
카다피는 24일, 국영 TV 연설에서 철저 항전 의사를 표명하였다. 국영 이동 통신사에서는 "신이 지도자 (카디피) 와 사람들에게 승리를 준다"는 이메일을 전송하여 구심력의 유지를 도모했으며, 사병 부대가 정유 정제소를 파괴하였다. 트리폴리 교외에서는 치안 부대가 반정부 세력에 공격을 가하고 있다는 보도가 있었으며, 대 반정부 세력은 수도 트리폴리를 포위하고 있는 등 사태는 심각한 상태로 치달았다.
수도 트리폴리로부터 120 km 정도 서쪽에 있는 주와라는 이미 반정부 세력의 손에 떨어졌으나, 석유 시설이 있는 북서부의 알자위야에서는, 반정부 시위를 하고 있던 세력이 모스크를 장악하고 있었기 때문에, 정부군이 모스크를 넘기고 항복할 것을 요구하였다. 이 요구를 반정부 세력이 거부하자, 정부군은 미사일로 모스크를 파괴하고 자동 소총 소사를 하는 잔학 행위를 벌였고, 이로 인해 23명이 사망하고 55명이 부상하였다. 덧붙여, 자위를 둘러싼 공방전에서는 알자지라에 의해 사망자가 100명 이상 나왔다고 알려졌다.
하지만 카다피에 대한 포위망은 명백하게 좁아지고 있으며, 스위스 정부는 카다피와 측근의 8억 8000만 스위스 프랑 상당의 자산을 동결한다고 발표하였다. 또한 리비아의 재원이며, 동시에 카다피의 자금원이기도 한 라스라누프 (정유공장과 석유화학단지가 밀집해 있음, 트리폴리에서 동쪽으로 600 km) 와 마르사엘브레가 (벵가지에서 남쪽) 가 반정부 세력에게 넘어갔다는 보도가 나왔다. 또한 수도 트리폴리에서는 시민이 속한 부족의 대다수가 카다피에 대한 반대 입장을 선명하게 드러내고, 25일 대규모 시위를 할 것이 촉구되고 있다는 보도도 있었다. 이러한 사태로 정권 측은 24일부터 25일까지 공무원의 급여 인상과 각 가정에 현금 지급 (500 리비아 디나르) 등의 회유책을 냈으며, 한편 반정부 시위에 대한 정보 제공에 대해서도 현금을 지급한다는 대책도 내놓았다.
금요 예배가 열린 25일에는 시위가 벌어질 가능성 때문에, 모스크의 예배는 카다피 지지 세력의 군이나 민중으로 굳혀진 예배가 되었다. 반정부 시위에서는 치안 부대가 반정부 시위 참가자에게 무차별 발포해, 수도 트리폴리에서만 10명의 사망자가 나왔다. 일본, 미국 재 리비아 대사관은 일시 폐쇄를 결정하였다. 다음 날 26일에는 프랑스, 영국, 캐나다도 대사관을 일시 폐쇄하였다.
25일 밤, 카다피는 트리폴리의 그린 광장에서 "우리는 무장하기 위해서 무기고를 연다. 반정부 세력과의 싸움에서 이겨, 그들을 죽인다. 우리는 아직 사용하지 않은 무기를 가지고 있다. 그들을 패배시켜, 춤추자. 노래하자."는 연설을 하면서, 지지자들에게 반정부세력과의 철저 항전을 호소하였다. 이 때, "아직 사용하지 않은 무기가 있다"는 발언을 통해 무스타파 모하메드 아부드 알젤레일 (Mustafa Mohamed Abud Al Jeleil) 은 이페릿 (mustard gas, 미란성 독가스)이라는 화학 병기를 사용할 가능성을 시사하였다.
카다피는 2003년 화학 병기 폐기를 선언했으나, 2004년 화학무기금지기구 (OPCW)의 시찰에서는, 23톤의 이페릿 (mustard gas, 미란성 독가스) 와 1300톤의 독가스 제조용 화학 병기, 화학 병기 제조 시설의 존재가 확인되었다. 화학 물질을 장전할 수 있는 폭탄 3500발 나머지는 곧바로 폐기되었으나, 독가스 처분은 기술적인 문제로 처리에 난항을 겪어, 20톤이 아직 남아 있다.
수도 트리폴리 이외의 지역의 거의 대부분이 반정부 세력의 손에 떨어지자, 카다피는 지지 시민들에게 무기를 지급하고, 반정부 운동의 봉쇄에 나섰다. 반정부 세력도 미스라타에서 의용병을 모으기 시작해 수백 명이 결집하였고, 이로 인해 수도에서의 충돌은 피할 수 없게 되었다.

### 트리폴리 함락
이러한 상황 가운데 2월 27일, 카다피 정권에 반기를 들고 사임한 무스타파 압둘 잘릴 전 법무장관이 벵가지에서 잠정 정권 리비아 과도국가위원회 설립을 선언하고, 카다피 정권의 타도를 위해 리비아 국민의 결속을 호소하였다. 이 날 수도 트리폴리 일부는 반정부 세력에 의해 제압되었다.
국제 연합 안전 보장 이사회는 리비아에 대한 제재 결의를 전회 일치로 채택하였다. 이와 병행해, 국제 형사 재판소에 부탁하는 일도 결정하였다. 미국 정부는 또 리비아의 카다피에 의한 자국민으로의 무력 행사에 대해서 비난했으며, 카다피 등 리비아 정부의 고위 인사들이 미국 내에 소유한 자산을 동결하는 단독 제재 조치를 발동하였다. 미국 정부는 더 나아가 짜임새있는 제재 조치를 실시하기 위해 유럽 각국, 국제 연합 등과 조정을 계속하며 리비아의 카다피 정권을 강하게 압박하였다.
28일 오전까지 리비아 거주 중국인 29,000명이 피난했으며, 튀니지에는 11,000명, 크레타섬에 10,000명, 몰타에 1,600명, 중국에 2,500명이 귀국하였다.
3월, 압둘 잘릴이 이끄는 리비아 과도국가위원회 아래 당초 난립하고 있던 반정부 세력의 자치 정권이 결집하기 시작하였고, 3월 2일에는 벵가지에서 회합을 열어 압둘 잘릴이 정식으로 리비아 과도국가위원회 의장으로 취임, 리비아 혁명의 달성을 향해 결속을 강하게 하였다. 한편 정부 세력도 용병 출동이나 공군의 폭격 등으로 영토 탈환에 나섬으로 인해 리비아 전국에서 일진일퇴의 공방이 일어났다.
리비아는 사실상 두 개의 국가로 나뉘었으며, 장기전의 양상을 나타내기 시작해, 이러한 혼란을 봉기나 반정부 시위 대신 내전이라고 표현하는 언론이 나타났다. 반정부 세력은 각국에 군사 개입과 비행 금지 구역의 설정을 요청하였다.
3월 4일, 수도 트리폴리에서 금요일 예배에 맞추어 대규모 시위가 일어났으며, 당국의 진압에 의해 100명 이상이 구속되었다. 정부군의 아즈자위야 탈환에 수반하는 전투로 반정부군의 사령관이 전사한 것 외, 벵가지를 시작으로 리비아 전국에서 전투와 공습이 잇따랐다.
3월 5일, 카다피의 출신지 시르테에서도 부족 사이의 대립으로 전투가 발생하였다. 리비아 과도국가위원회는 군사위원회의 설립을 결정하고, 그 동안 전투를 벌이고 있던 반정부군을 정규 정부군으로 통합해 통솔하게 되었다. 또 행정부에 위기 관리 위원회를 설치하고, 리비아의 유일한 정통 정부를 주장, 유럽 연합, 외국 정부와의 교섭을 열었다.
3월 7일, 리비아 과도국가위원회는 카다피가 자신의 몸의 안전 보증을 조건으로 정권을 양도하는 제안을 했으나, 과도국가위원회 측에서 이러한 제안을 거부한 것을 밝혔다. 카다피는 제안 존재 그 자체를 부정하였다.
3월 9일, 카다피 정권은 무스타파 압둘 잘릴을 시작으로 리비아 과도국가위원회의 고위 인사들에게 현상금을 냈으며, 3월 10일 프랑스 정부는 리비아 과도국가위원회를 리비아의 정식 정부로 승인하였다.
3월 20일에는, 나토군이 리비아 주요 지역을 폭격하는 오디세이 새벽 작전외에도, 여러 연합군이 내전에 개입하기 시작했다. 오디세이 새벽 작전에서는 3월 31일까지 나토군은 리비아 내전에 참가했었다.
8월 23일, 트리폴리가 함락되었다. 카다피 정권의 마지막 보루였던 카다피의 관저 '바브 알아지지아'가 시민군측에 함락되면서, 수도 트리폴리 시내 전역이 시민군측의 통제에 들어가게 되었다.

### 카다피의 사망
10월 20일, 시르테가 함락됨과 동시에 하수도에 숨어있던 무아마르 카다피가 시민군에게 발각되어 총상을 입고 사망하였다.

### 비행금지구역
미국, 영국, 프랑스가 리비아 공습 준비를 완료한 가운데 2011년 3월 18일 국제 연합 안전보장이사회가 리비아 상공에 대한 비행금지구역을 설정했다. 찬성 10표, 기권 5표로 통과되었으며 거부권을 가진 상임이사국인 중국과 러시아, 비상임이사국인 독일과 브라질, 인도가 기권했다. 국제법에는 무력행사금지원칙이 존재하나, 유엔 안보리의 결의가 있으면 유엔헌장 제42조에 의거, 군사적 공격이 가능하다.
이탈리아의 아비아노 공군 기지 또는 키프로스의 아크로티리 기지, 또는 미군 항공모함에서 출동하는 전투기가 주력이 될 것이다. 미국 해군은 중동을 담당하는 미국 제5함대가 바레인에 있으며, 유럽을 담당하는 미국 제6함대가 이탈리아 가에타에 있다. 지중해에 있는 섬나라인 몰타와 키프로스에는 영국 공군기지가 있다.
리비아 수도 트리폴리에서 가장 가까운 공군기지는 360 km 떨어진 몰타의 영국 공군기지다. 키프로스의 영국 공군기지는 1800 km 떨어져 있으며, 미국 공군이 사용하는 이탈리아 아비아노 공군기지는 1640 km 떨어져 있다. 게이츠 미국 국방장관은 의회에서 "비행금지구역 설정은 리비아의 방공망을 파괴하는 공격으로 시작된다."고 밝혔다. 이번 유엔 안보리의 유엔헌장 제42조에 의거한 비행금지구역 설정은 리비아 사태에 대한 유엔 안보리의 최초의 무력공격 승인이다.
이번 결의안은 비행금지구역 설정만이 아니라, "벵가지를 포함해 리비아 정부의 공격위협에 직면해 있는 민간인 밀집지역과 민간인을 보호하기 위해 회원국들이 모든 조치를 취할 것을 허용"했다. 그러나 리비아 영토 내로 지상군을 배치하는 방안은 제외시켰다. 즉, 반군에 대한 폭격기, 헬기를 통한 무력지원(CAS)을 승인했다.

## 사상자
알자지라에 의하면 적어도 200명의 벵가지 주민이 희생되었고, 그러나 뉴욕에 위치한 휴먼라이츠워치는 2월 19일 전국적인 사망자를 104명으로 "보수적으로" 잡았으며, 2월 22일에는 최소 62명이라고 수정했다. 그들은 또한 벵가지의 실제 사망자가 2월 20일에 100명을 넘었을 것이라고 추정했다. 다른 출처에 의하면, 벵가지에서만 사망자가 220명에 달한다. 2월 22일, 반전쟁범죄국제연대(ICAWA)는 519명이 죽고 3,980명이 부상당했으며 1,500명 이상이 실종되었다고 추산했다. 휴먼라이츠워치는 2월 22일 적어도 233명이 살해당했다고 추산했다. 2월 23일, 이탈리아의 외무부 장관 프란코 프라티니는 자신의 정보에 의하면 1,000명까지 사망했다고 말했다. 2월 25일, 국제 연합의 인권고등판무관 네비 필레이는 보고서를 통해 수천명이 죽거나 다쳤다고 밝혔다.
보안군 중에서는 용병을 포함하여, 300명 이상이 죽었다. 2월 18일, 벵가지에서 시위대에 의해 2명의 경찰관이 교수형에 처해졌다. 또한, 같은 날에 알바이다에서 시위대가 대부분 차드로부터 온 아프리카 용병 50명을 처형했고, 자신들을 감금했던 경찰서를 불태웠다. 게다가 또 다른 15명의 생포된 용병들이 2월 18일과 19일 알바이다, 벵가지, 다르나에서 보복을 가했다. 그들 시신 중 일부는 전시되거나 비디오로 찍혔다. 2월 23일까지, 정부는 111명의 군인이 사망했음을 확인했다. 2월 24일, 국제인권연합(IFHR)은 벵가지와 알바이다에서 130명의 군인들이 처형당했으며, 나중에는 군인들이 시위대와 함께 폭동에 가담했다고 밝혔다. 2월 26일, 다른 22명의 반란군 군인들이, 서트에서 정부군이 장악한 지역에 침투하려다 생포되어 처형됐다. 2월 28일, 자위야에서 반란군과의 시가전 중 10명의 군인들이 죽었다. 그리하여 3만명 이상이 숨진 것으로 추정된다.

## 국제 사회의 반응

### 반카다피
- 유엔 - 반기문 유엔사무총장은 2월 21일, 카다피에게 전화통화를 하여 폭력 행위의 확대에 강한 유감을 표명하였고, 나바네셈 필라이(Navanethem Pillay) 유엔인권고등판무관은 인도에 반한 죄의 가능성을 언급하면서 경고하고, 시민에 대한 폭력 행위의 중지를 요구하였다.

- 유럽 연합 - 각국의 외무부 장관들은 반정부 시위 참여자에 대한 탄압을 비난하였다.

- 영국 - 엘리자베스 2세 영국 여왕이 리비아 내전과 관련해 트리폴리의 치안 확보를 강조했다. 그는 22일 국가안보회의를 주재한 뒤 “무아마르 카다피 정권이 거의 다 무너지고 있다”고 밝혔다. 영국 왕실은 전날 무아마르 카다피에 대해 “종말이 가까워졌다”며, 리비아 국민에 대한 범죄 행위를 중단하고 물러나야 한다고 성명발표를 실시했다.

- 프랑스 - 프랑스의 사르코지 대통령은 3월 10일에 리비아의 정식정부는 반정부 세력인 리비아 과도국가위원회라고 발표하였다.

- 미국 - 버락 오바마 대통령은 리비아 정부에 의한 강제 탄압을 비난하였고, 힐러리 클린턴 국무장관은 리비아 정부에 의한 반정부 시위 탄압을 강하게 비난하고 인권 존중을 요구하였다.

- 독일 - 독일 앙겔라 메르켈 총리는 리비아 국가과도위원회를 "합법적인 정부"로 인정하였다.

- 러시아 - 리비아 군사개입에 대해 "유감이다"라고 성명을 발표했다. 카다피 정권과 반체제 인사, 군사 개입 참여 국가들에게 민간인에게 피해를 주지 않고 가능한 한 조속하게 무력 행사를 중지하도록 요청했다. 또한 리비아에 대한 무력 행사를 승인하는 유엔안전보장이사회 결의에서 기권했다. 그러나 나중에는 NTC를 리비아의 유일한 합법 정부로 인정했다.

- 바티칸 시국 - 교황 베네딕토 16세는 리비아 국민의 안전과 안위에 대한 우려를 나타낸 뒤 무기가 동원되는 현실을 안타까워하며 리비아의 북아프리카 지역 전체에 평화가 돌아오도록 기도한다고 밝혔다. 교황은 카다피 정부군과 반군은 물론 서방 연합군을 조합한 모든 세력을 우려하면서 “국제기구들과 정치적·군사적 책임을 지고 있는 사람들은 즉각 대화를 시작하고 무기사용을 중단해야 한다”고 호소했다.

- 이집트 - 2011년 이집트 혁명에 참여했던 4월 6일 청년 운동을 중심으로, 페이스북을 통해 의약품 등을 리비아에 보내는 지원을 호소하고 있다.

- 대한민국 - 장기간 내전상황에 있는 리비아 국민들에 대한 인도주의적 구호차원에서, 리비아에 진출한 16개 한국 업체가 자발적으로 50만불 규모의 구호물자를 지원하기로 결정하였다. 그리고 이와는 별도로 정부도 100만불 규모의 인도적 지원 실시 계획을 발표하였다.

- 일본 - 일본의 마에하라 세이지 외무대신은 2월 22일에 있었던 기자 회견에서 다수의 사상자가 발생한 리비아 정세에 대해 "리비아 정부에 의해 뚜렷하게 드러나는 폭력이 방치되고 있다는 것을 강하게 비난한다"라고 표명하였다.

- 중화인민공화국 - 반군을 지원하는 나토가 대(對)리비아 군사작전을 펼치는 것에 줄곧 반대해왔으며, 유엔 안전보장이사회 5개 상임이사국 중 이날까지 유일하게 NTC를 합법 정부로 인정하지 않고 있었다. 그러나 리비아 내전 사태가 장기전으로 치닫자 리비아 반군을 접촉하였으며, 결국 NTC를 "리비아 국민을 대표하는 합법적인 정부"로 인정했다.

### 친카다피
- 북한 - 1974년 리비아와 수교한 이래 조선민주주의인민공화국은 카다피가 미국에 맞선다는 기치를 내걸었고 정치 체제상 독재 정권이라는 점, 권력의 부자 세습을 추진하고 있었다는 점 등의 공통점이 적지 않아 정치·군사적으로 우호적 관계를 강화했다. 이런 카다피와의 끈끈한 관계를 의식하여 조선민주주의인민공화국의 매체는 나토군의 리비아 공습을 전쟁 범죄로 규정하며 맹비난했다.

- 베네수엘라 - 베네수엘라의 차베스 대통령은, 카다피를 지지하며 리비아에는 카다피의 리비아 정부가 유일하다는 카다피에 대한 지지를 표했다.

- 쿠바 - 쿠바는 카다피가 유일한 합법정부이며, 국가과도위원회를 인정하지 않겠다고 했다.

## 같이 보기
- 아랍의 봄
- 유럽 난민 위기